# University of Chester
Die University of Chester (deutsch Universität Chester) ist eine staatliche Universität in England mit drei Standorten in Chester und einem Campus in Warrington. Das Angebot umfasst neben dem normalen Studium, Aufbaustudien, wissenschaftliche Forschung und den Bereich „Lebenslanges Lernen“.
Chester ist Mitglied der Vereinigung der Commonwealth Universitäten, der Cathedrals Group, der Vereinigung der Nord-West-Universitäten  und Universities UK.

## Geschichte

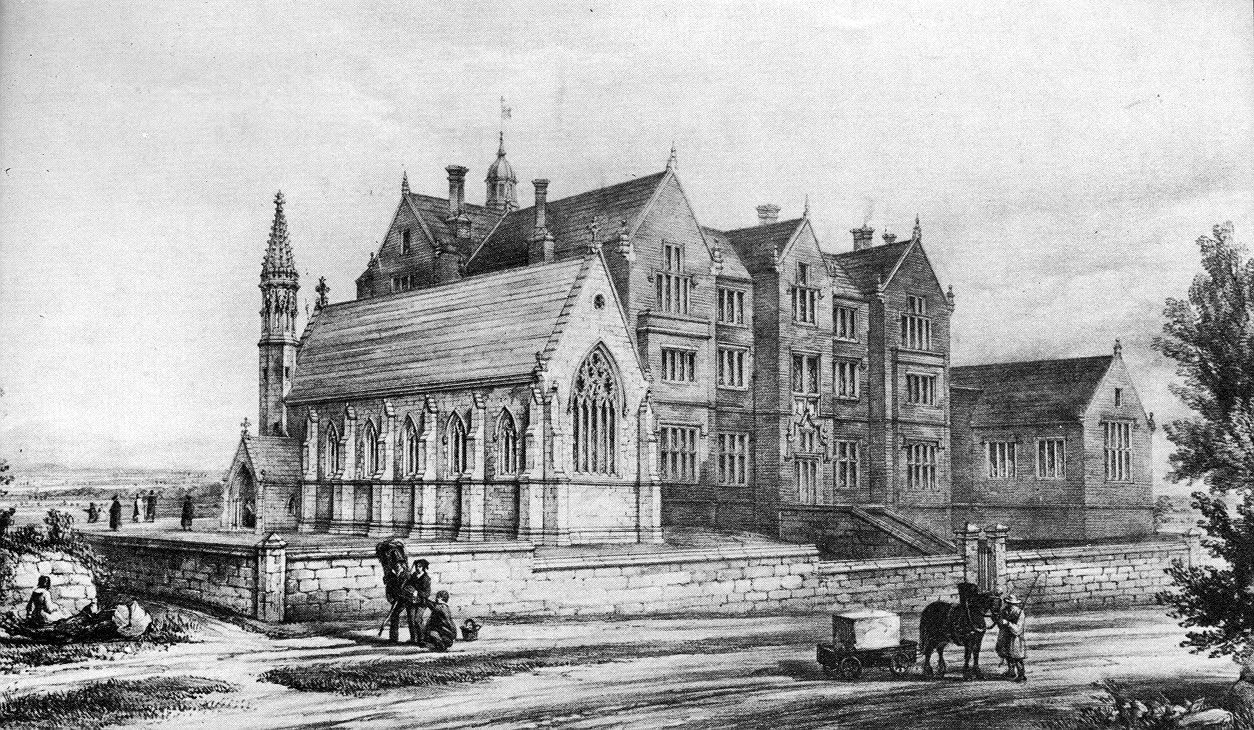
Ansicht des Chester Colleges um 1843

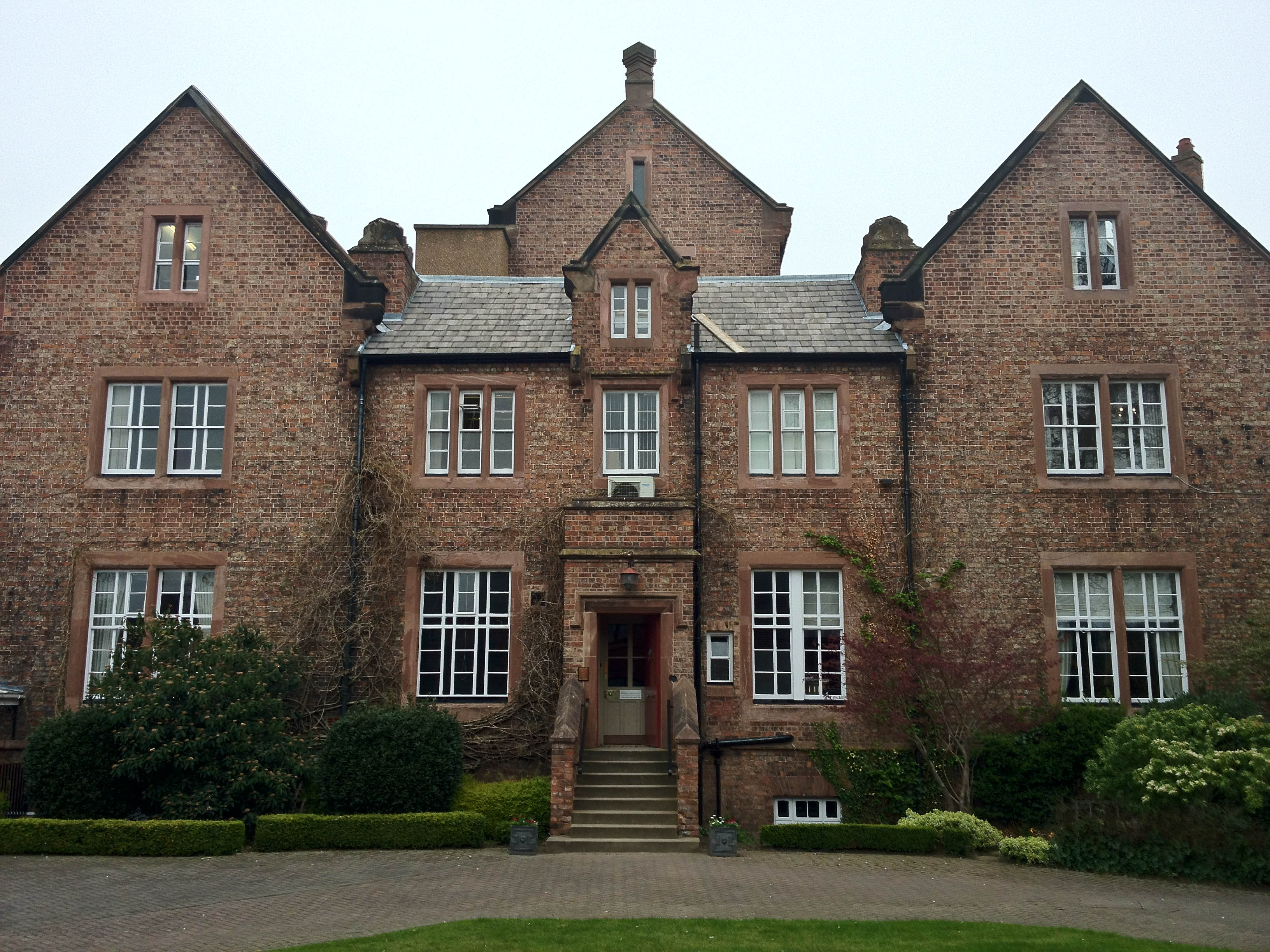
Senator Haus, Chester Campus

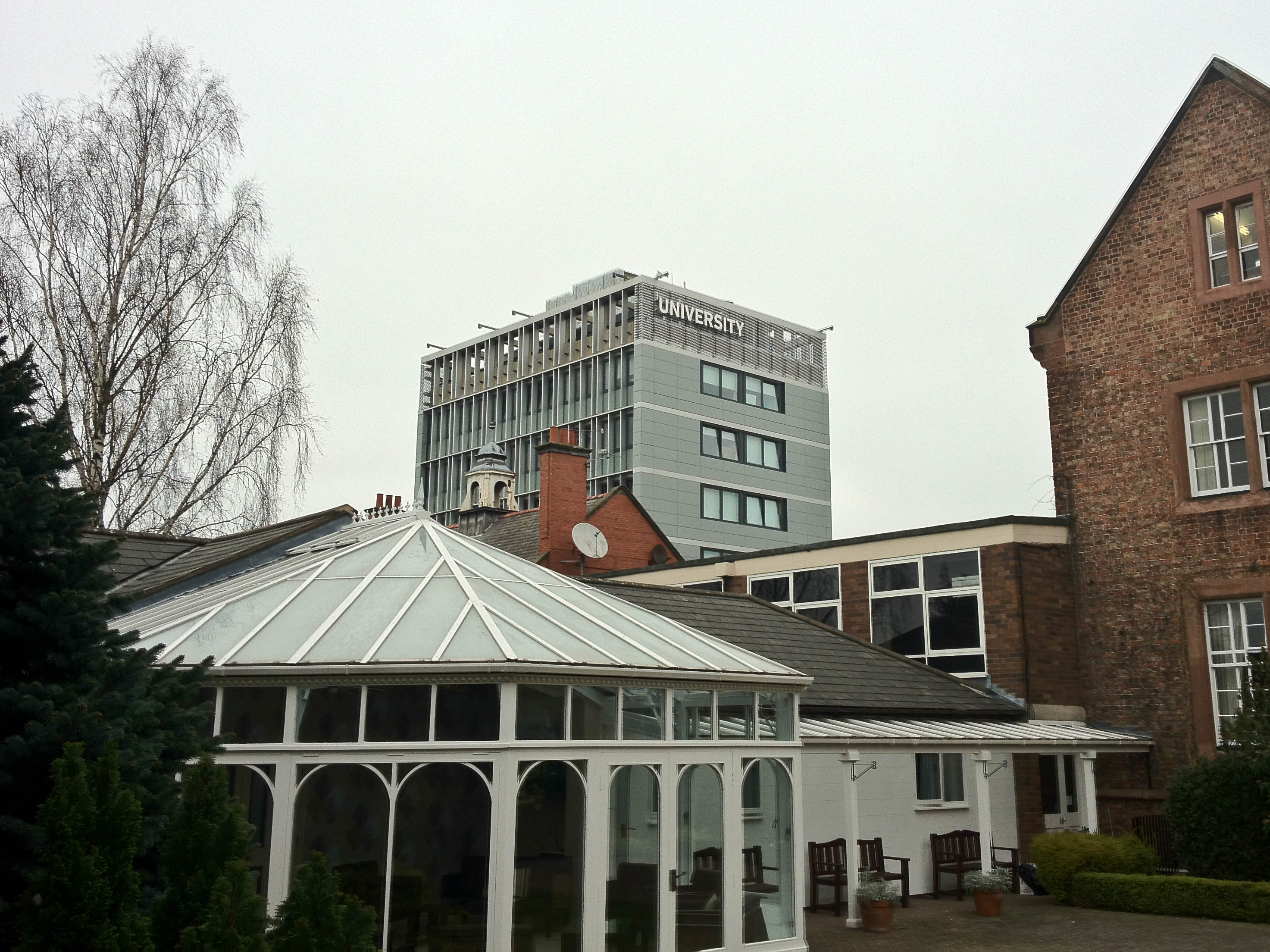
Mensagebäude auf dem Chester Campus

Die Universität wurde 1839 als Chester Diocesan Training College gegründet; das Kolleg wurde 1921 formell der Universität Liverpool eingegliedert. Im Jahr 1963 wurde die Institution in Chester College of Education umbenannt, seit 1974 kann der akademische Grad Bachelor of Arts und Bachelor of Science vergeben werden. Im Jahr 1996 erfolgte die Umbenennung in University College Chester mit dem zusätzlichen Recht weitere Bachelor-, Master- und PhD-Titel zu vergeben. Im Jahr 2002 erfolgte die Eingliederung des Warrington Collegiate Instituts. Die Ausgliederung aus der Universität Liverpool und Erhebung zur eigenständigen Universität erfolgte 2005.

## Organisation
Die Universität verfügt über folgende Fakultäten mit jeweils mehreren Abteilungen.
- Fakultät Angewandte Wissenschaften
  - Departement Biologie
  - Departement Klinische Studien
  - Department Computer Wissenschaften, Informatik und Mathematik
  - Departement Sportwissenschaften und Trainingsstudien
- Fakultät Business, Management und Lebenslanges Lernen
  - Departement Business, Management und Strategische Studien
  - Departement Finanz- und Ressourcen-Management
  - Departement Marketing, Tourismus- und Event-Management
  - Zentrum für berufsbegleitende Ausbildung[9]
- Fakultät Kunst, Kultur und Medien
  - Departement Kunst und Design
  - Departement Medien
  - Departement Darstellende Kunstformen
- Fakultät Pädagogik und Erziehung
- Fakultät Gesundheit und Sozialdienste
- Fakultät Humanwissenschaften
  - Departement Englische Sprache
  - Departement Geschichte und Archäologie
  - Departement Moderne Sprachen
  - Departement Theologie und Theologische Studien
- Fakultät Sozialwissenschaften
  - Departement Geographie und Ökonomische Studien
  - Departement Recht
  - Departement Psychologie
  - Departement Sozialstudien

## Internationale Kooperationen
Zu 79 Universitäten in 29 Staaten bestehen Vereinbarungen bezüglich Studenten- und Professorenaustausch (2012); davon mit folgenden deutschen Hochschulen und Universitäten:
- Duale Hochschule Baden-Württemberg Lörrach
- Hochschule Pforzheim
- Otto-von-Guericke-Universität Magdeburg
- Technische Universität München
- Universität Bayreuth
- Universität Braunschweig
- Universität Essen
- Universität Ingolstadt
- Zeppelin Universität

Die Universität Chester ist an dem von Lörrach initiierten EU-Projekt für nachhaltigen Tourismus „NET4Ps“ als gastgebender Projektpartner beteiligt.

## Bekannte Absolventen
- Alan Bleasdale (* 1946), Schriftsteller
- Jim Bowen, Moderator (Autobiographie in Robson Books, 1992)
- Dave Brailsford CBE, Director der British Cycling und Team Sky Teams[10]
- Michael Campbell, Perkussionist[11][12]
- John Carleton, Rugbyspieler
- Jon Clarke, Rugbyspieler
- George Courtney, Fußball-Schiedsrichter
- Aimee Ann Duffy (* 1984), Sängerin
- Alan Emery, Mediziner und Hochschullehrer[13]
- Jo Fletcher, Fußballspieler[14]
- Matt Greenhalgh, Schriftsteller
- Dick Howard (* 1943), Fußballspieler
- Roderick Hunt, Kinderbuchautor
- Helen Jones, Politikerin[15]
- Eddie Lever, Fußballspieler und Manager[16]
- J. Thomas Looney, Autor der Oxford Theorie
- Tracey Neville, Volleyballspieler
- Jon Sleightholme, Rugbyspieler
- Comedy Dave (Dave Vitty, * 1974), Hörfunk-Moderator[12]
- Walter Winterbottom (1913–2002), Fußballspieler und Manager des Teams der Fußballnationalmannschaft Englands
- Rob Wotton, Fernseh- und Radio-Moderator[12]
- Mercy Liao, Filmproduzent

### Ehrenmitglieder
Ehrendiplomträger der Universität sind König Charles III., Joan Bakewell, John Sentamu, Terry Waite, Ian Botham, Andrew Motion, Tim Firth, Ken Dodd, Sue Johnston, Phil Redmond, Willie Carson, Matthew Kelly, Estelle Morris, Christine Russell, Ronald Pickup und Tony Robinson.

## Bekannte Lehrkräfte
- William Crookes, Chemiker (1855–1919)[17]
- Elaine Graham, Theologe[18]
- Ron Geaves (* 1948), Theologe[19]
- Anthony Thiselton, Theologe[20]
- Alan Wall, Schriftsteller
- Howard Williams, Archäologe
- Stewart Ainsworth, Archäologe

### Kanzler (Chancellor) der Universität
- Seit 2017 ist Gyles Brandreth Kanzler der Universität.
- 2005–2016 war der britische Geschäftsmann Gerald Grosvenor, 6. Duke of Westminster (1951–2016) Kanzler.

### Direktoren bzw. Rektoren
Die Stellung als Vorstand (Principal) hatten inne:
- 1839–1869: Arthur Rigg (* 1812)
- 1869–1886: J. M. Chritchley
- 1886–1890: A. J. Cammbell Allen
- 1890–1910: John Dugdale Best
- 1910–1935: Richard Albert Thomas
- 1935–1953: Stanley Astbury
- 1953–1965: Aubrey Price
- 1966–1971: Bernard de Bunsen
- 1971–1987: Malcolm Seaborne
- 1987–1998: Ned Binks
- 1998–2019: Tim Wheeler, bis 2005 Principal, ab 2005 Vice-Chancellor der University of Chester[22]